# 广西文革机密档案资料
《广西文革机密档案资料》，是一套记录中华人民共和国广西壮族自治区文化大革命（1966－1976年）情况的档案资料，最初由中国共产党广西壮族自治区委员会整党领导小组办公室于1980年代编写，2016年由国史出版社在美国出版发行、共36卷，而该档案的10卷续编也于2017年出版发行。该档案资料共约900万字，由文革史学家宋永毅等人对原始档案资料进行整理汇编而成。

## 背景
文化大革命（1966－1976年）结束后，北京中央接待站接待了大批来自广西的上访者，反映广西文革中发生的大屠杀、大规模人吃人等事件，但是文革期间成立的广西自治区党委一概予以否认。
1981年起，中共中央领导人胡耀邦、习仲勋等先后派出三个工作组前往广西调查当地文革情况，由李锐、周一锋等中纪委、中组部、公安部等的领导负责或直接挂帅。中央调查组直接对胡耀邦等中央领导人负责，领导人曾多次接见调查组，听取汇报并给予指示。此外，改组后的广西省委也组织了超过10万名干部，在全区开展处理文革遗留问题（简称“处遗”）工作，历时近5年。
1987－1988年前后，中共广西壮族自治区委员会整党领导小组办公室将全区各地、市、县审定上报的文革材料，以及该办公室编写的《广西文革大事件》、《广西文革大事记》，一同编印成《广西“文革”档案资料》，共18册、每册600-800 页，成为记录当地文革十年最完整、最详实的史料。该档案详细记录了广西文革屠杀的情况，以及当地的大规模人吃人事件。

## 简介
部分中国共产党干部及他们的子女，包括参与过官方调查组的干部，曾将官方编写的广西文革调查档案带出中国大陆，分散于欧美及香港各地的图书馆，如美国国会图书馆、哈佛大学图书馆等。文革史学家宋永毅及其团队对原始档案进行了整理汇编，并在美国图书馆界同行的协助下，于2016年文化大革命发动五十周年之际，在美国出版发行《广西文革机密档案资料》（续编于2017年出版）。
《广西文革机密档案资料》共36卷（18册）、700多万字，加上10卷续编共约900万字。《档案》收录了《中共中央对广西壮族自治区党委关于进一步处理好广西“文化大革命”遗留问题的请示报告的批复》、《中共中央书记处对广西处理“文革”遗留问题的会议纪要》等大量官方文件。此外，续编第1卷为两次中央调查组（1981年、1983年）的调查报告，包括《广西文革期间大批死人问题的情况报告》、《广西文革期间判处反革命案件存在的一些问题》等等。

## 相关阅读
- 《广西“文化大革命”大事年表》编写小组：《广西“文化大革命”大事年表》（页面存档备份，存于），1989年5月。
- 安德鲁·G·魏昂德：《广西内战：中国西南边陲的文化大革命》，斯坦福大学出版社，2023年3月。